# Manuel Santana
Manuel Martínez Santana (Madrid, 10 mei 1938 – Marbella, 11 december 2021), ook bekend als Manolo Santana, was een tennisspeler uit Spanje.
Hij speelde zijn eerste grandslamtoernooi als amateur in 1958 en werd in de eerste ronde van Wimbledon uitgeschakeld. Zijn eerste grandslamtitel behaalde hij in 1961 toen hij Nicola Pietrangeli in vijf sets versloeg in de finale van het Frans kampioenschap. Drie jaar later, in 1964, won hij zijn tweede Franse titel, wederom na winst in de finale op Pietrangeli.
In 1965 won hij het enkelspel van het Amerikaans kampioenschap na een overwinning in de finale op de Zuid-Afrikaan Cliff Drysdale. Ondanks zijn uitspraak dat "gras alleen voor koeien is" won hij in 1966 de Wimbledon-titel in het enkelspel na winst in de eindstrijd op de Amerikaan Dennis Ralston. In oktober 1966 werd Santana aangemerkt als de nummer één op de wereldranglijst.
Hij speelde in totaal 120 wedstrijden voor Spanje in de Davis Cup tussen 1958 en 1970. In 1965 en 1967 bereikte hij met het Spaanse team de finale waar beide keren met 4–1 verloren werd van Australië.
In 1984 werd Santana opgenomen in de internationale Tennis Hall of Fame.
Op 11 december 2021 overleed hij in zijn woonplaats Marbella, zes maanden na zijn ex-vrouw Mila Ximenez.

## Resultaten grandslamtoernooien
| Legenda | Legenda                          |
| ------- | -------------------------------- |
| g.t.    | geen toernooi gehouden           |
| l.c.    | lagere categorie                 |
| –       | niet deelgenomen                 |
| G       | uitgeschakeld in de groepsfase   |
| 1R      | uitgeschakeld in de eerste ronde |
| 2R      | uitgeschakeld in de tweede ronde |
| 3R      | uitgeschakeld in de derde ronde  |
| 4R      | uitgeschakeld in de vierde ronde |
| KF      | uitgeschakeld in de kwartfinale  |
| HF      | uitgeschakeld in de halve finale |
| F       | de finale verloren               |
| W       | het toernooi gewonnen            |
| w-v     | winst/verlies-balans             |

### Enkelspel
| toernooi        | 1958 | 1959 | 1960 | 1961 | 1962 | 1963 | 1964 | 1965 | 1966 | 1967 | 1968 | 1969 | 1970 |
| --------------- | ---- | ---- | ---- | ---- | ---- | ---- | ---- | ---- | ---- | ---- | ---- | ---- | ---- |
| Australian Open | –    | –    | –    | –    | –    | –    | –    | –    | –    | –    | –    | –    | –    |
| Roland Garros   | –    | –    | KF   | W    | HF   | HF   | W    | 2R   | –    | –    | –    | 4R   | 4R   |
| Wimbledon       | 1R   | 3R   | 3R   | 2R   | KF   | HF   | 4R   | –    | W    | 1R   | 3R   | –    | –    |
| US Open         | –    | 2R   | –    | –    | –    | –    | 2R   | W    | HF   | –    | –    | 4R   | 4R   |